# ماساتوشي ماتسودا
ماساتوشي ماتسودا (باليابانية: 松田 正俊) (4 سبتمبر 1980 في تشيبا في اليابان – )؛ هو لاعب كرة قدم ياباني سابق كان يلعب كمهاجم.

## وصلات خارجية
- ماساتوشي ماتسودا على موقع رابطة كرة القدم اليابانية للمحترفين (اليابانية)
- ماساتوشي ماتسودا على موقع قاعدة بيانات كرة القدم.إي يو (الإنجليزية)
- ماساتوشي ماتسودا على موقع Soccerway.com (الإنجليزية)
- ماساتوشي ماتسودا على موقع عالم كرة القدم.نت (الإنجليزية)